# Architecture cycladique
Pour les articles homonymes, voir Architecture (homonymie) et Cyclades.
L’architecture cycladique (grec moderne : kυκλαδίτικη αρχιτεκτονική) est un type d'architecture vernaculaire traditionnelle emblématique des archipels grecs des Cyclades et des Sporades (désignée parfois comme « architecture insulaire grecque » bien que ces maisons blanchies à la chaux et dépouillées d’ornementation ne se retrouvent dans aucune autre île de Grèce),.

## Topographie

Quelques exemples d'architecture cycladique
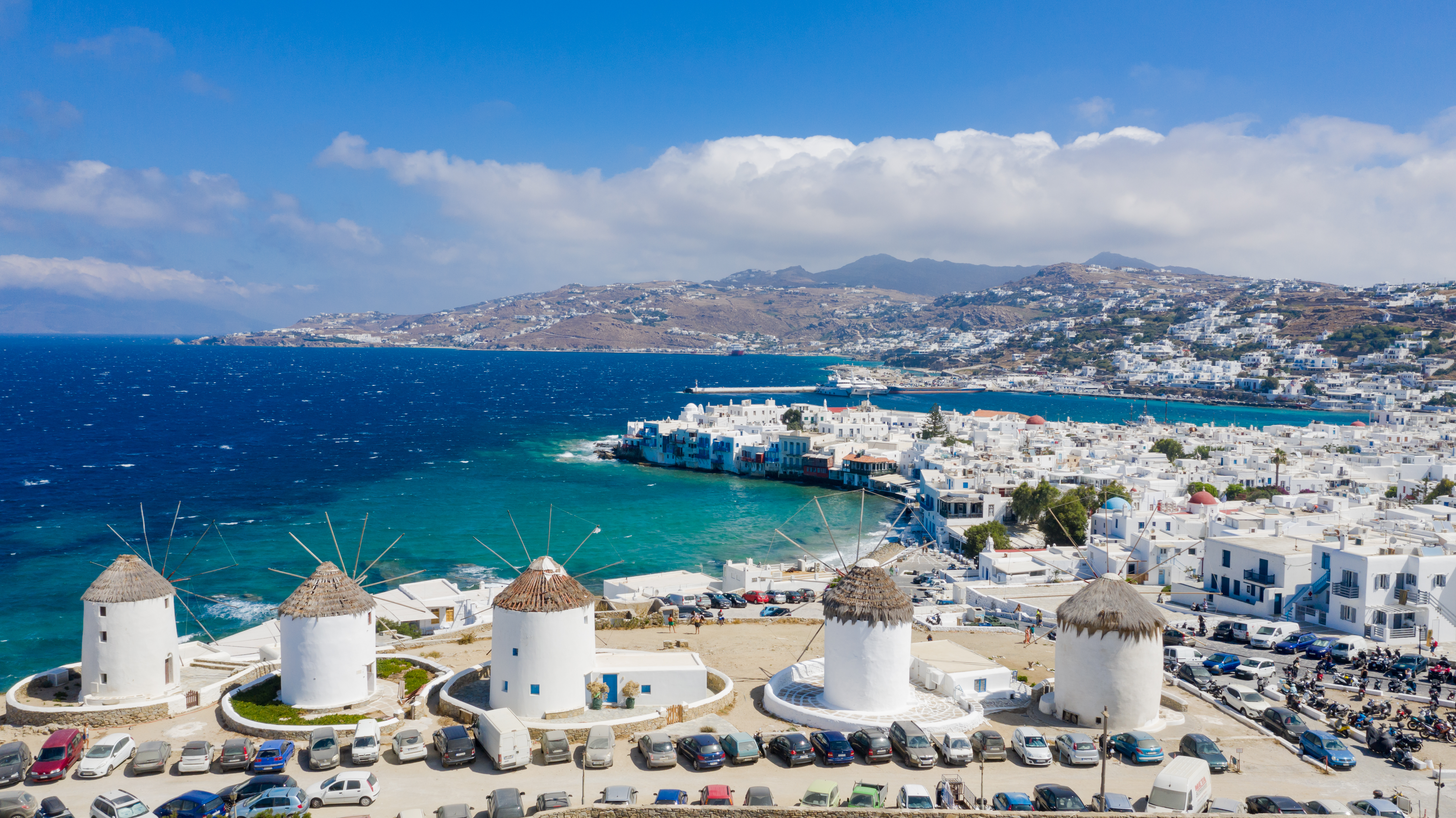
Moulins à vent de Mykonos, Petite Venise et vieux port de Mykonos.
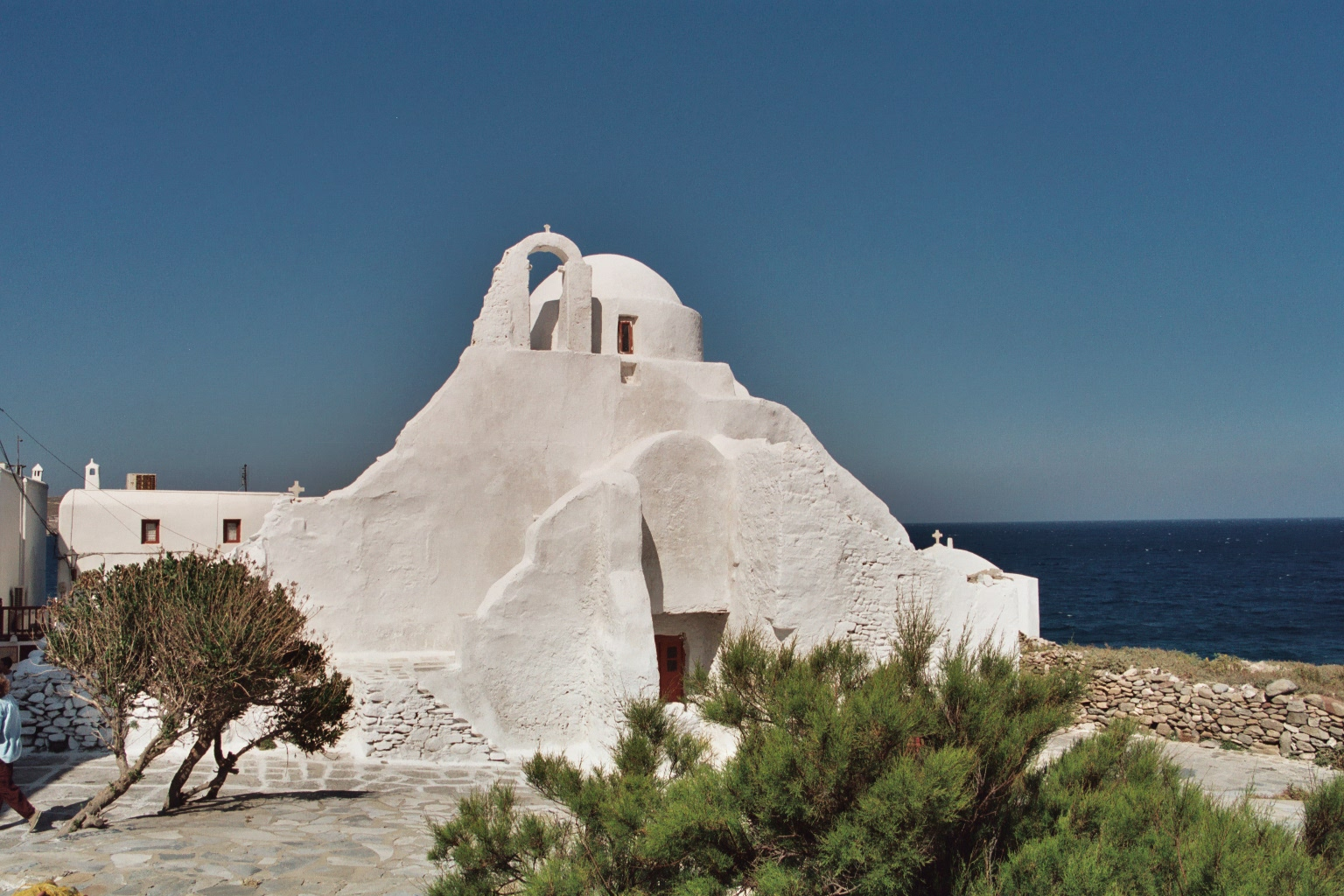
L'église de la Panagía Paraportianí de Mykonos

Les îles Cyclades sont très voisines les unes des autres, de sorte que lorsque le temps s'y prête, leurs populations entretiennent d'étroits contacts. Il y a au total 28 grandes îles et 200 îles mineures.

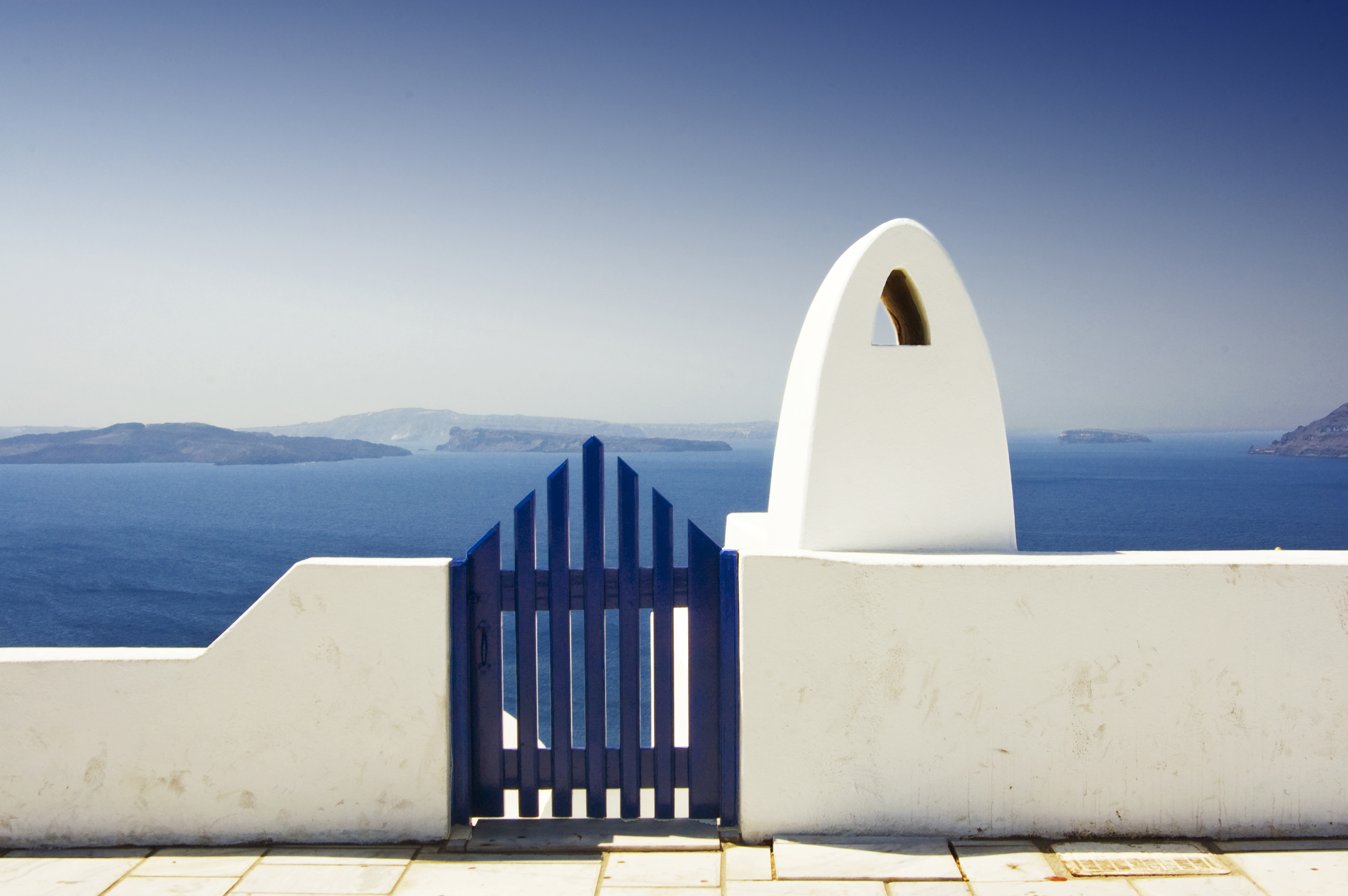
Le fort relief explique que l'entrée de cette maison est à la hauteur de sa cheminée.
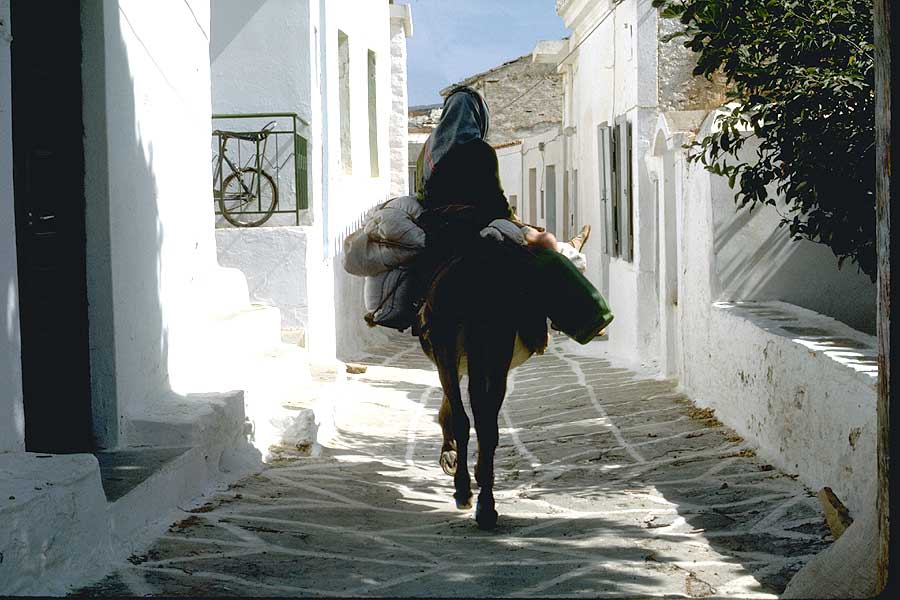
Femme sur un âne, dans l'île de Kýthnos.
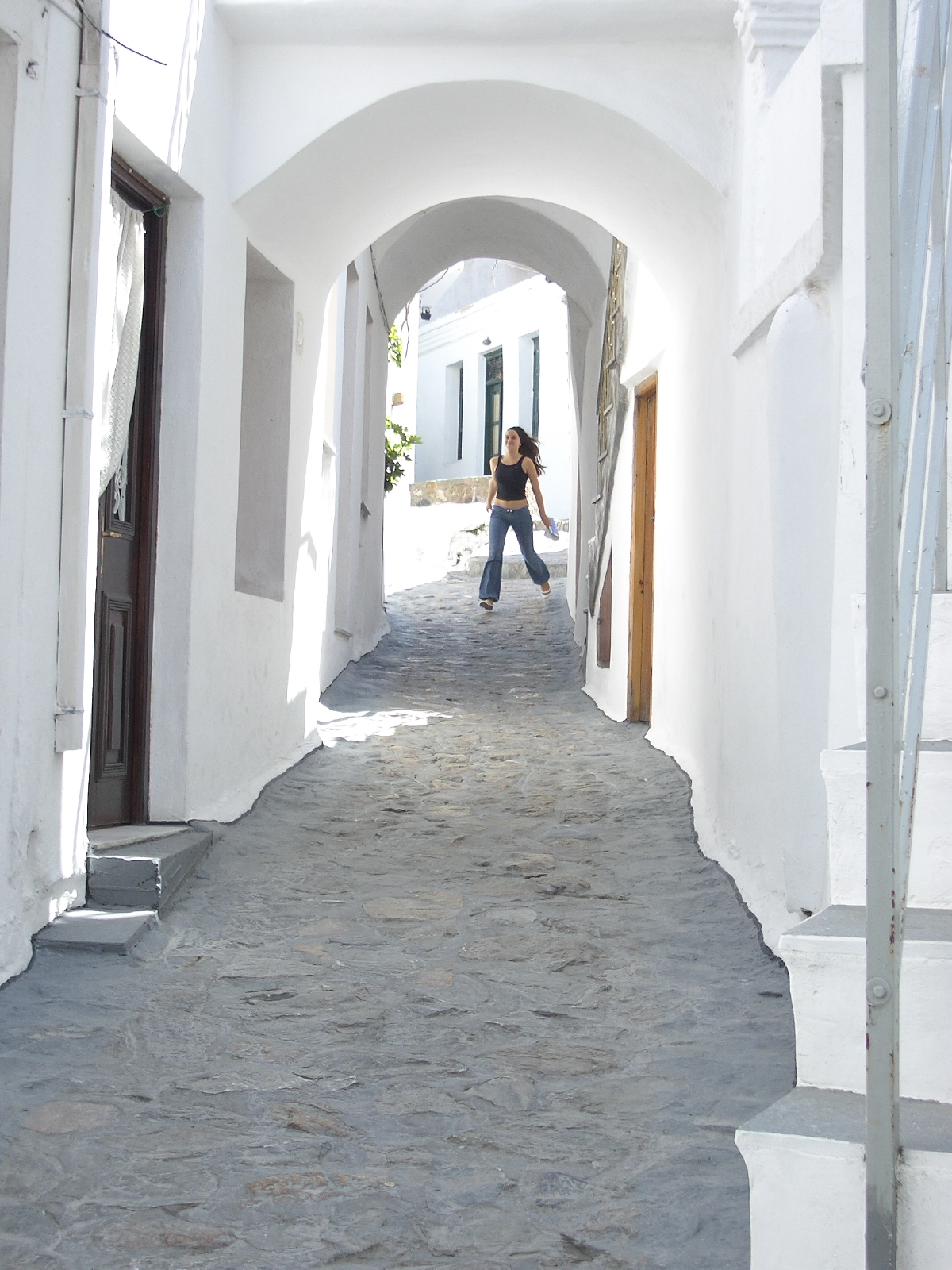
Une rue de Skýros.
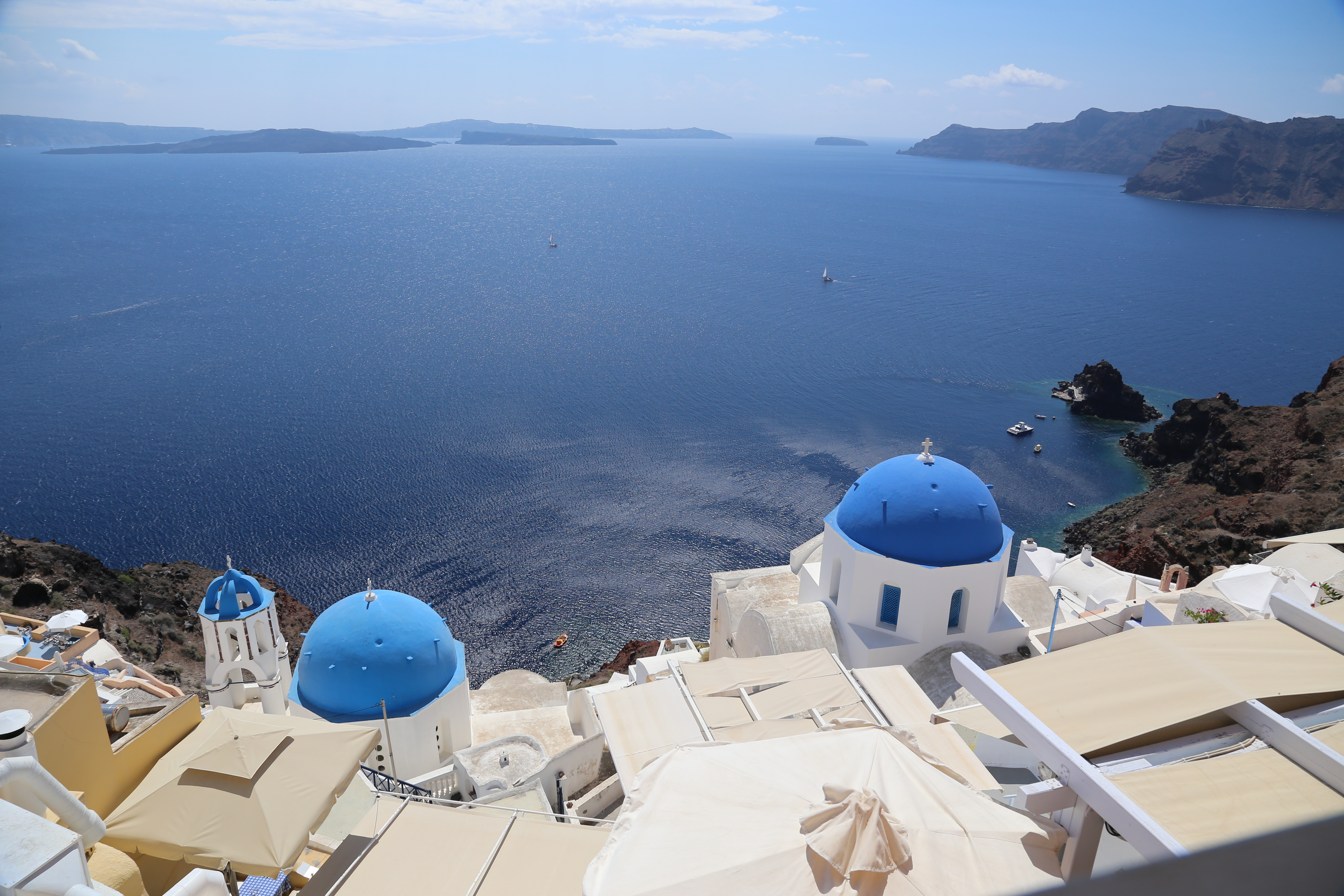
Église de la Résurrection-du-Christ d'Oía à Santorin.

Les Cyclades, dont le sol est essentiellement rocheux (couvert d'affleurements calcaires comme le marbre, métamorphique comme le gneiss ou plutonique comme le granite) souffrent d'une pénurie chronique de bois. La terre, rare, ne laisse place qu'à des arbustes florifères.

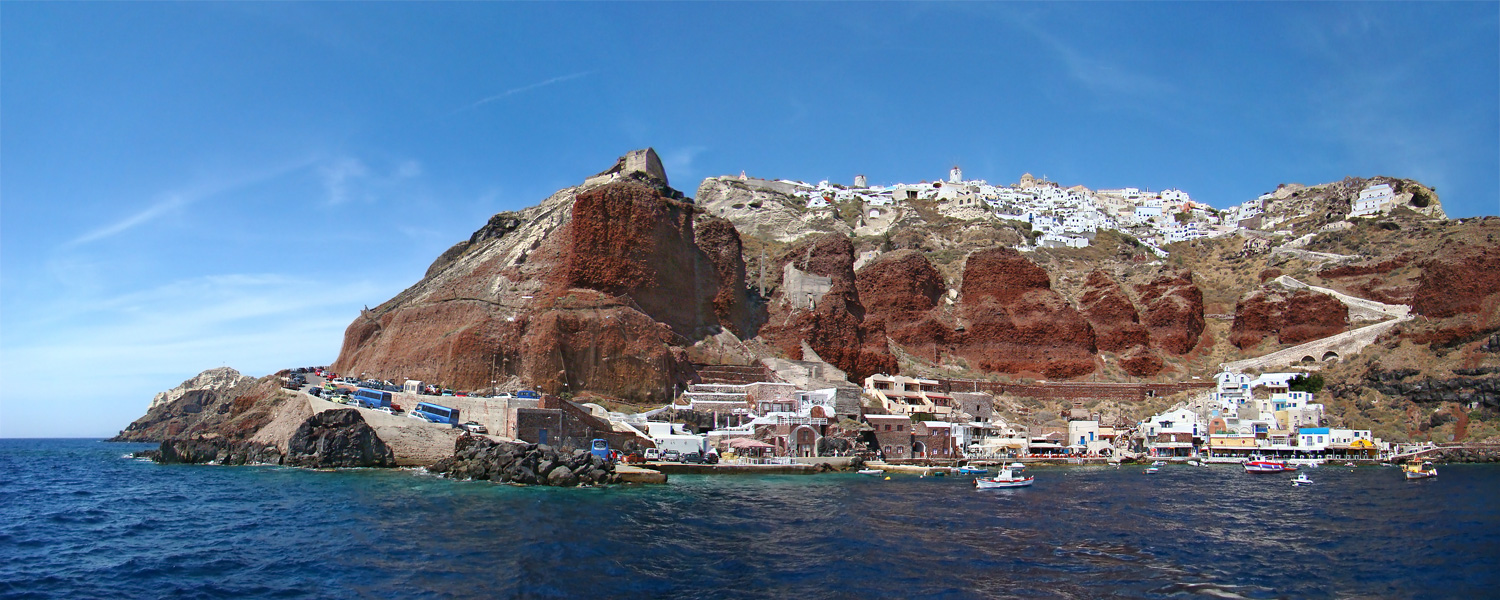
Oia (Santorin) et port d'Ammoúdi
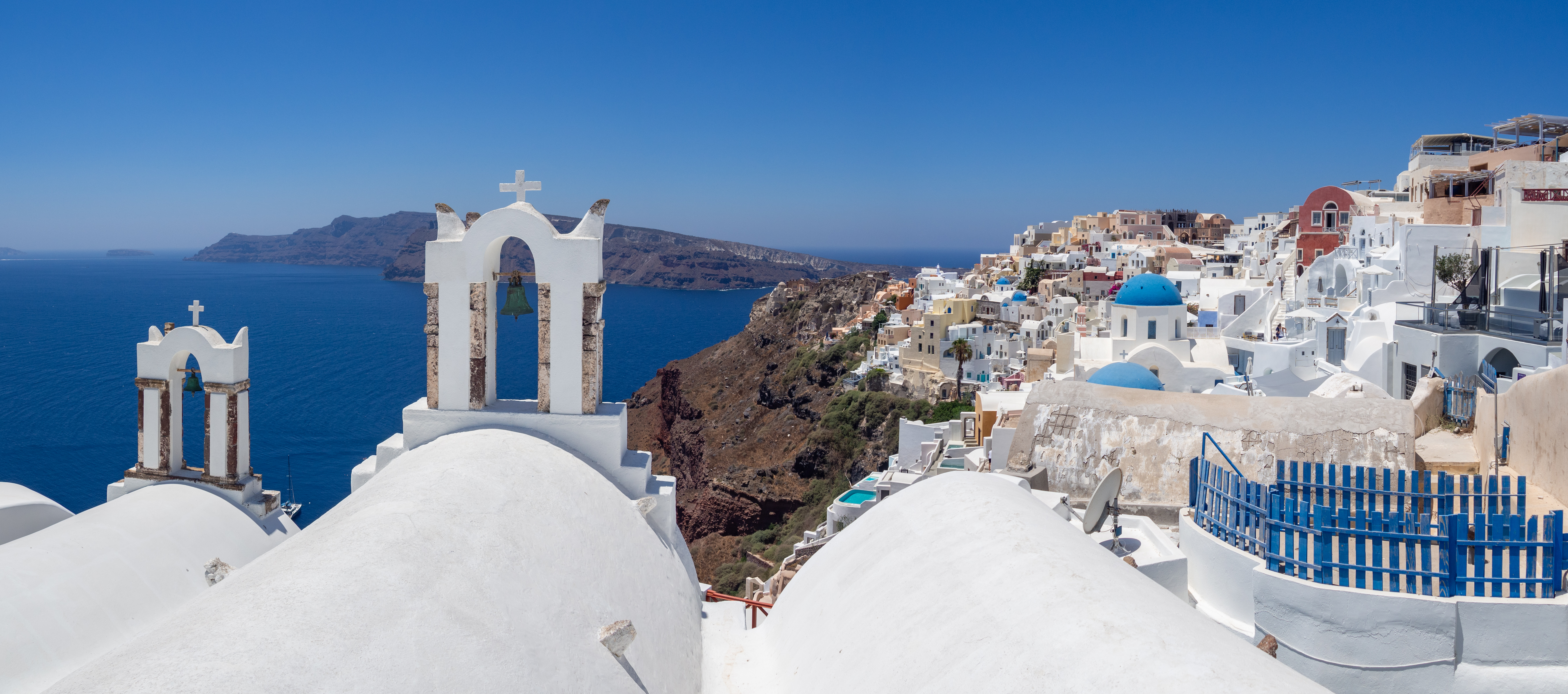
Église Saint-Jean-Baptiste d'Oia (Santorin)
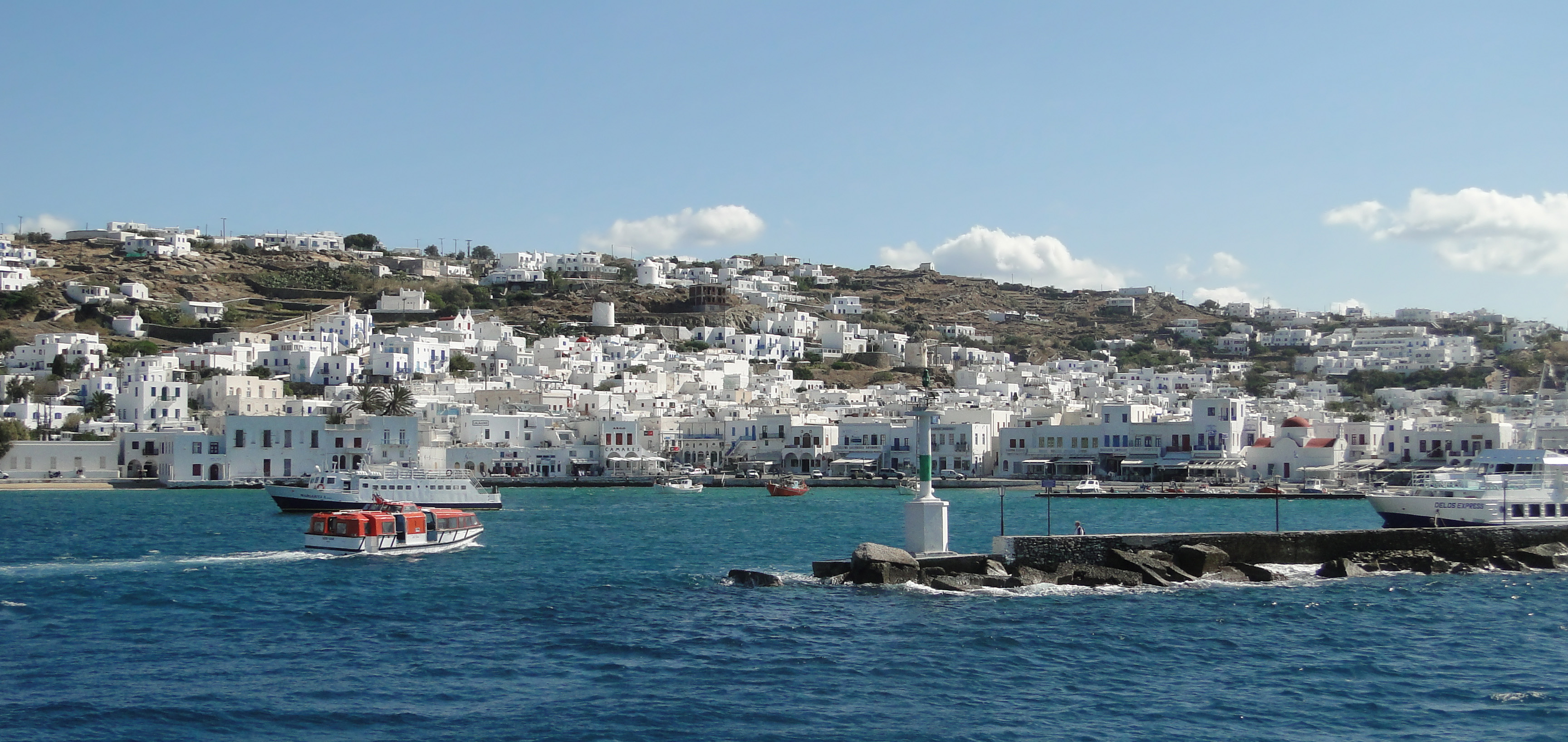
Vieux port de Mykonos
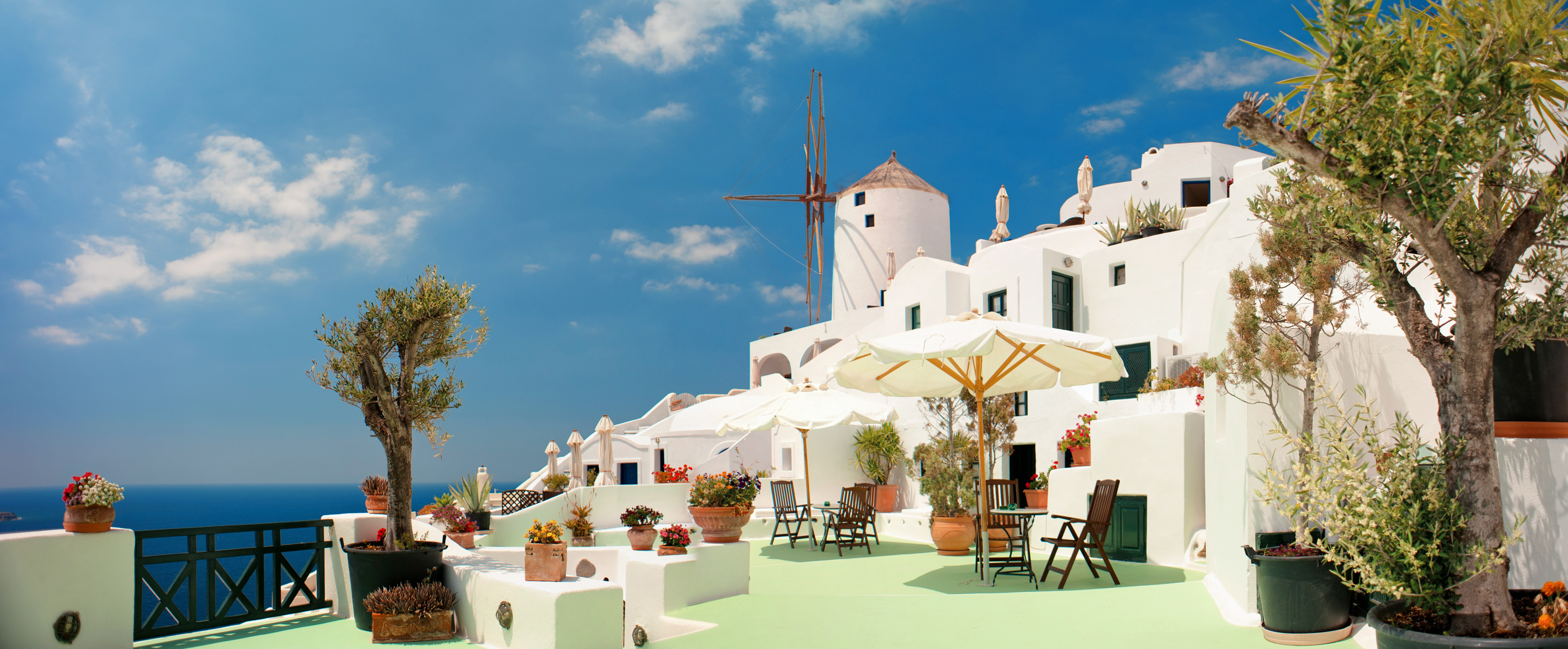
Moulins à vent d'Oia
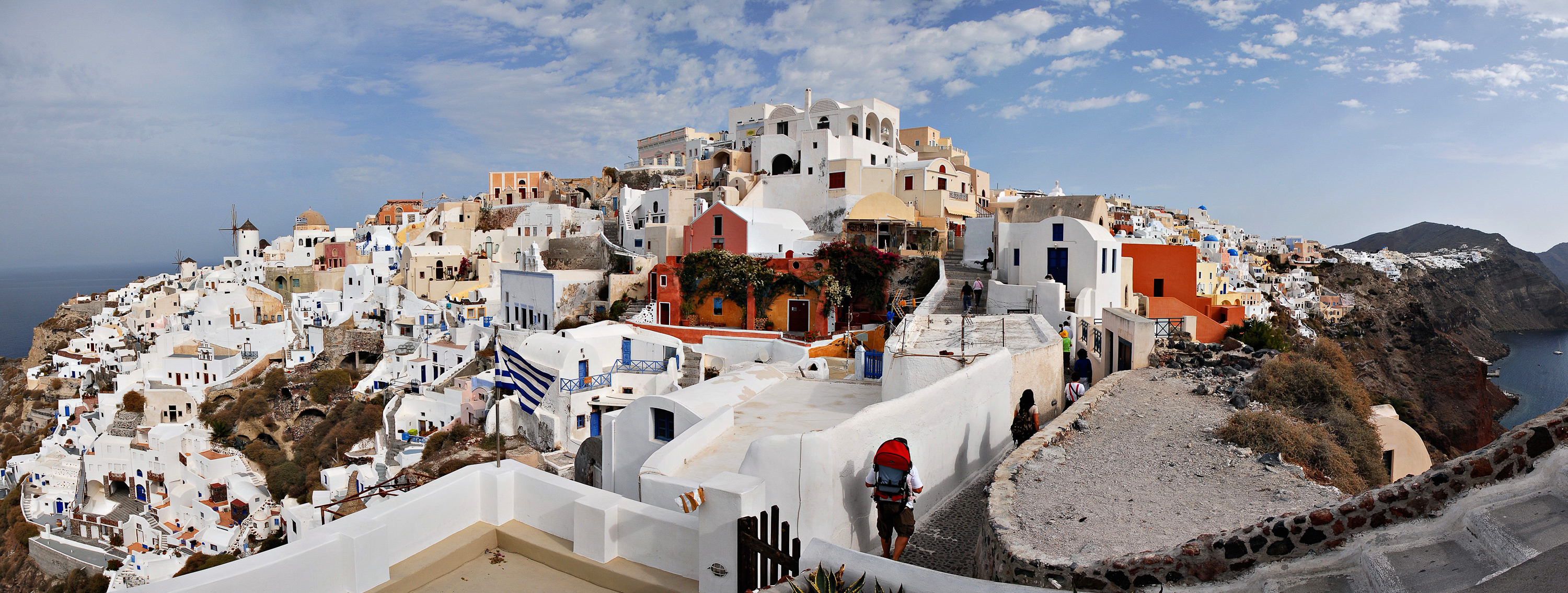
Oia (Santorin)
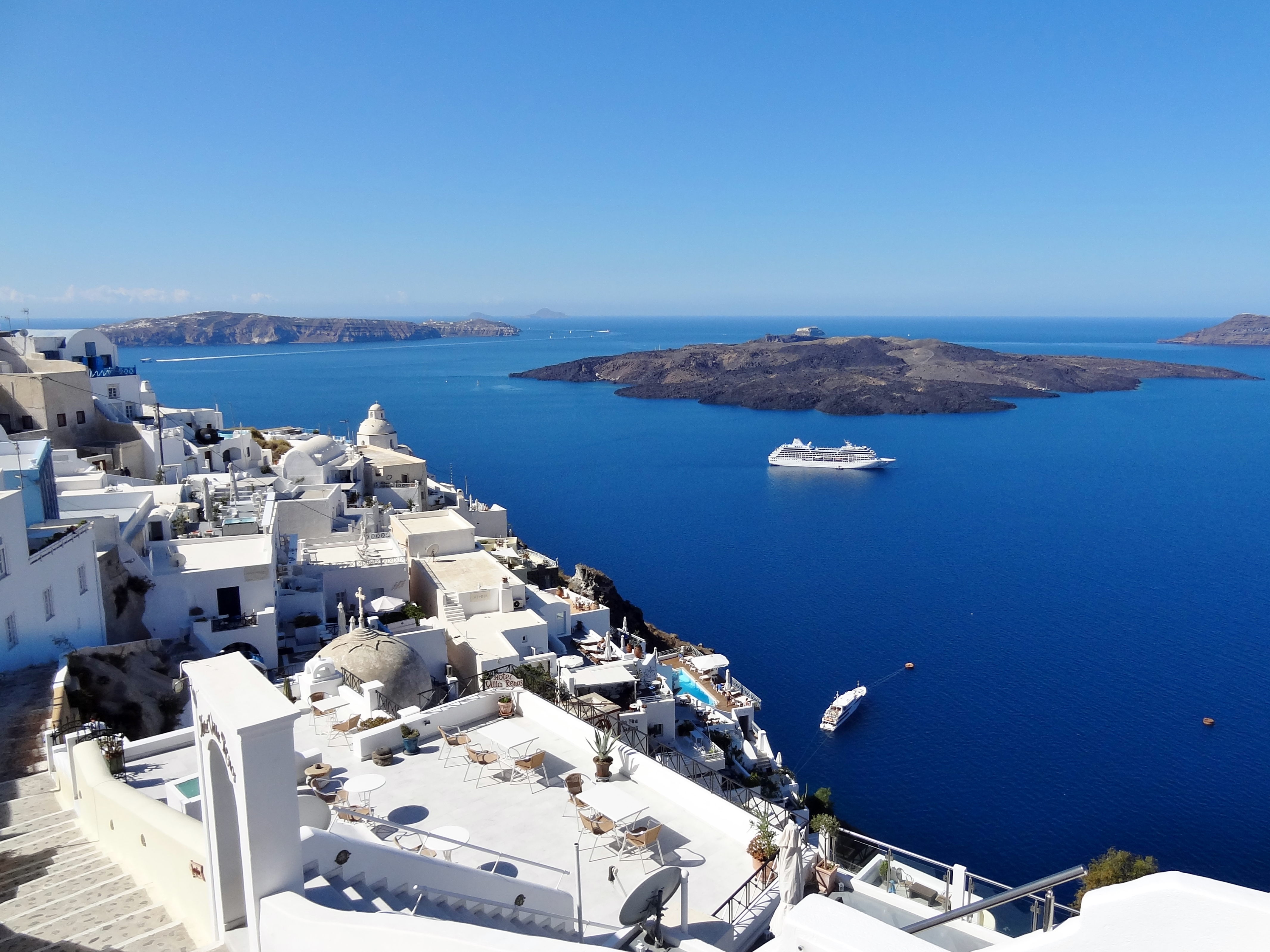
Fira

Toutes ces îles sont très accidentées et les villages, souvent construits à flanc de coteau, sont dans ce cas parcourus d'escaliers très raides.

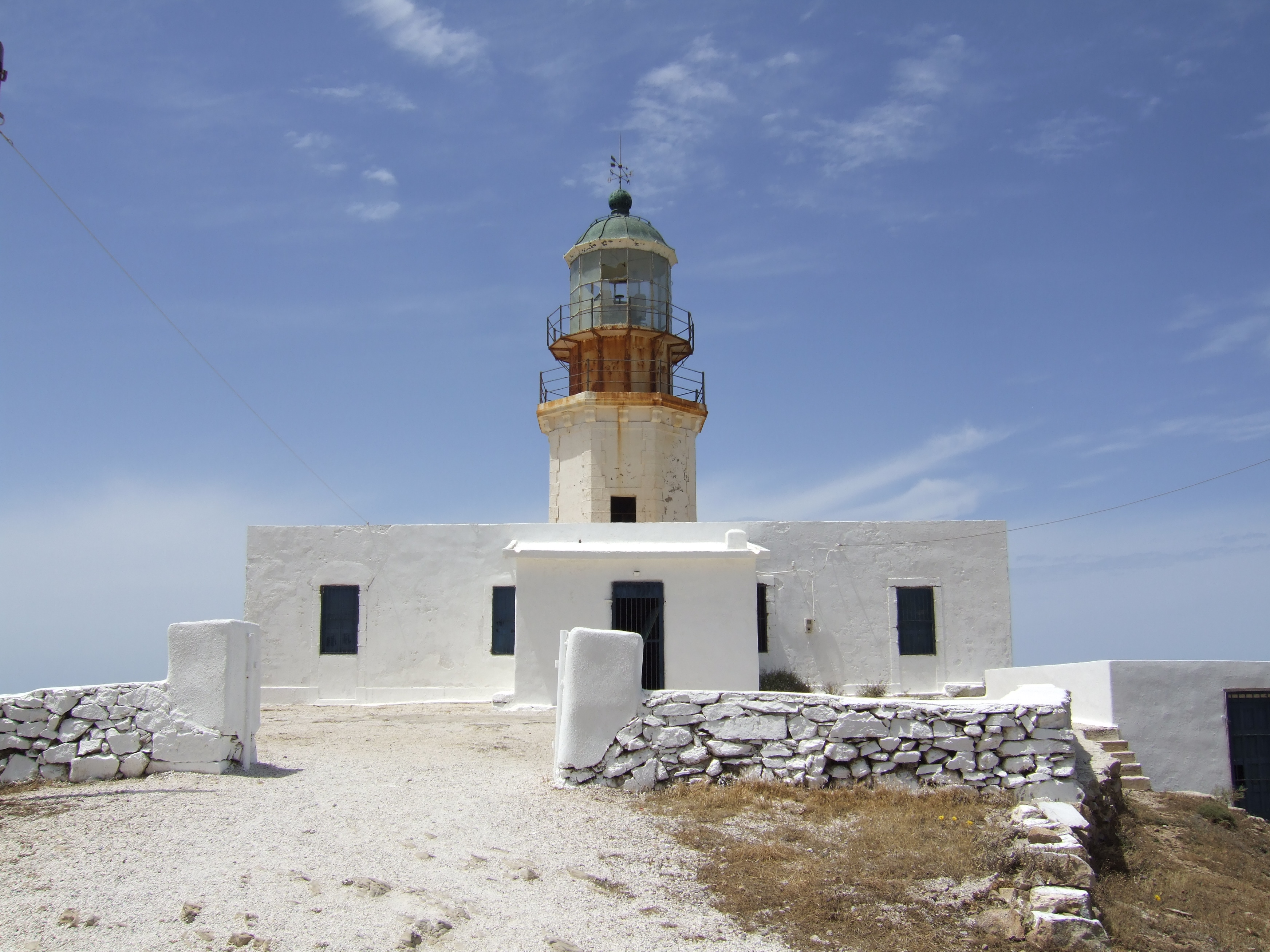
Phare de Mýkonos
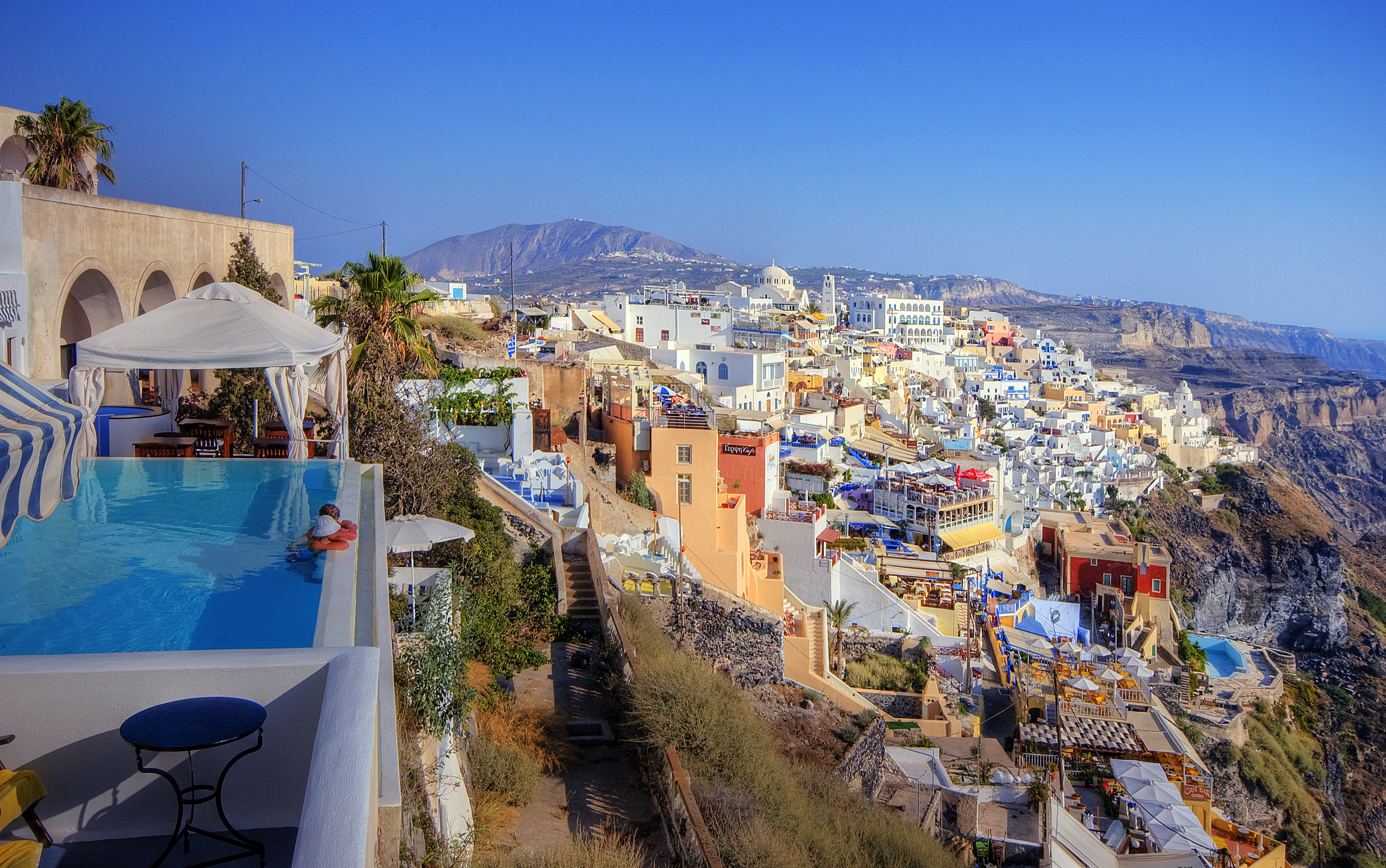
Fira
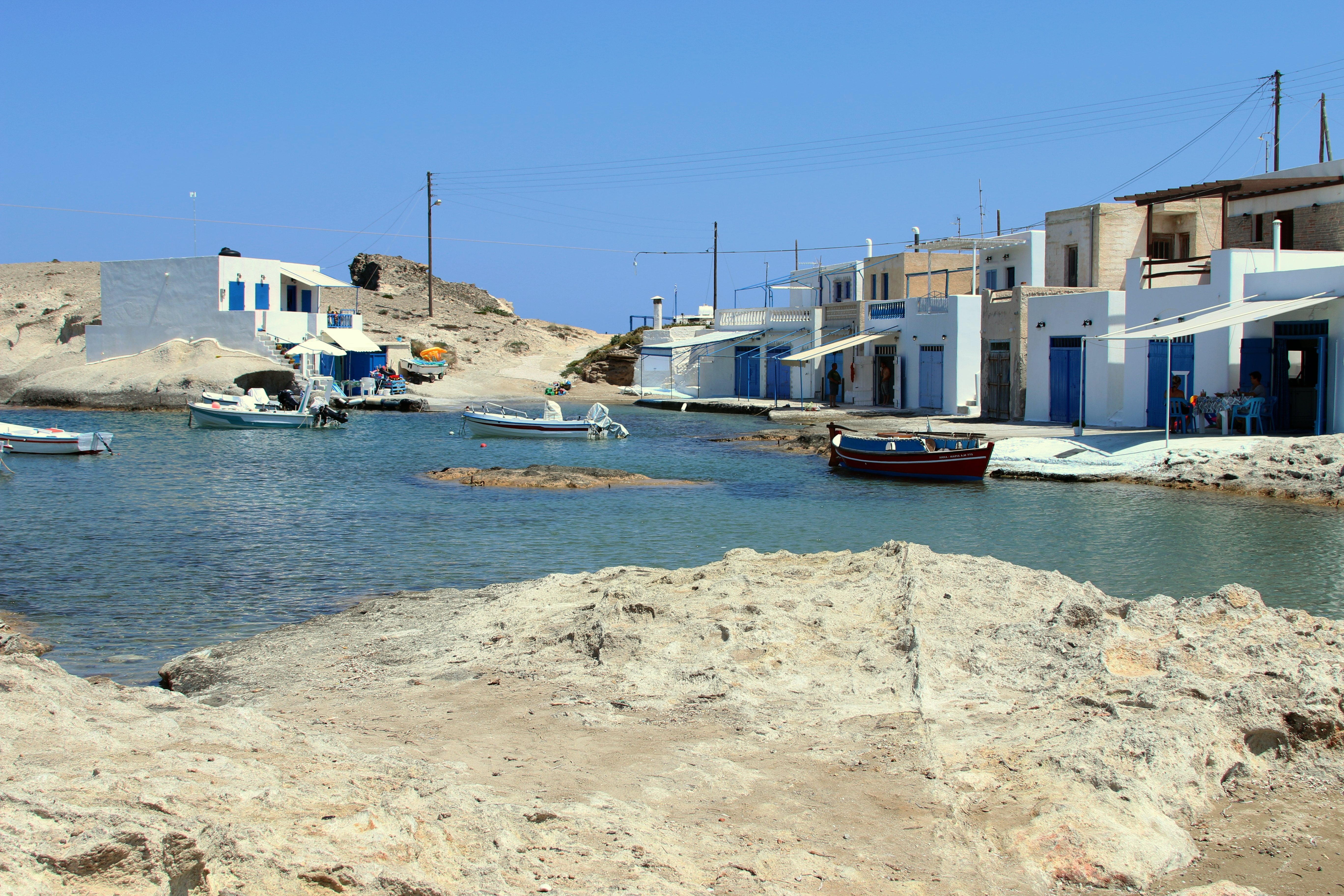
Milos
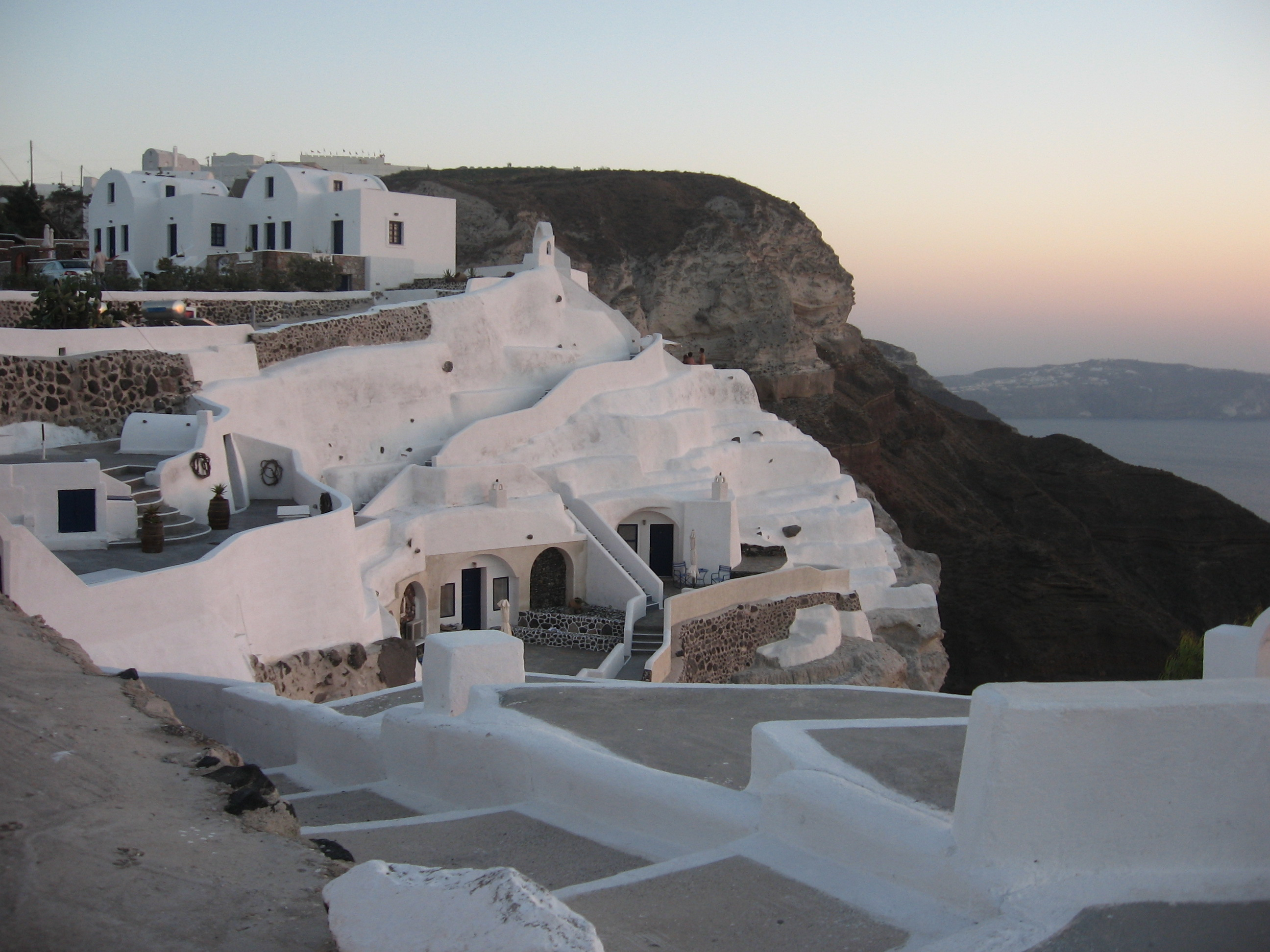
Santorin
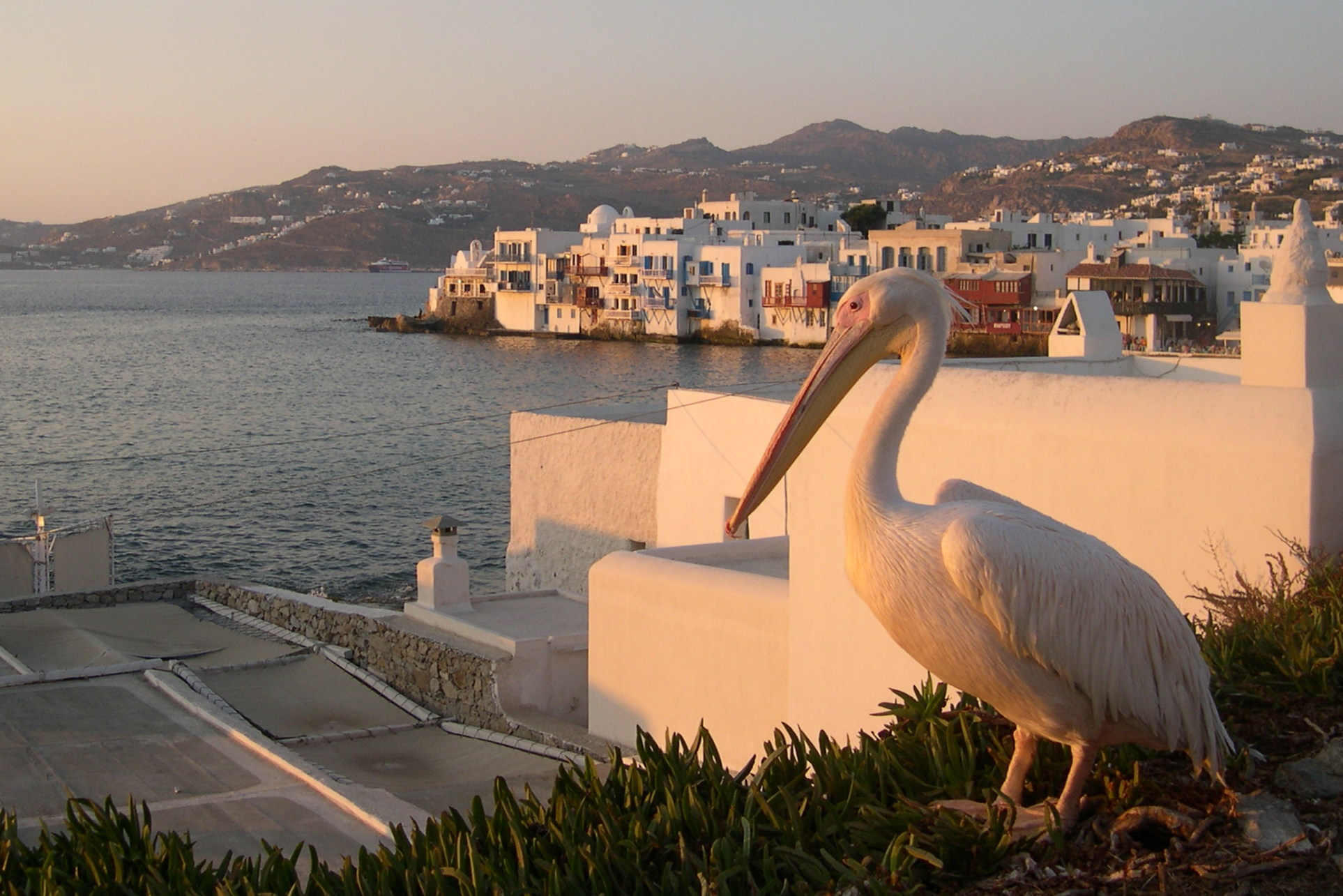
Petite Venise de Mykonos
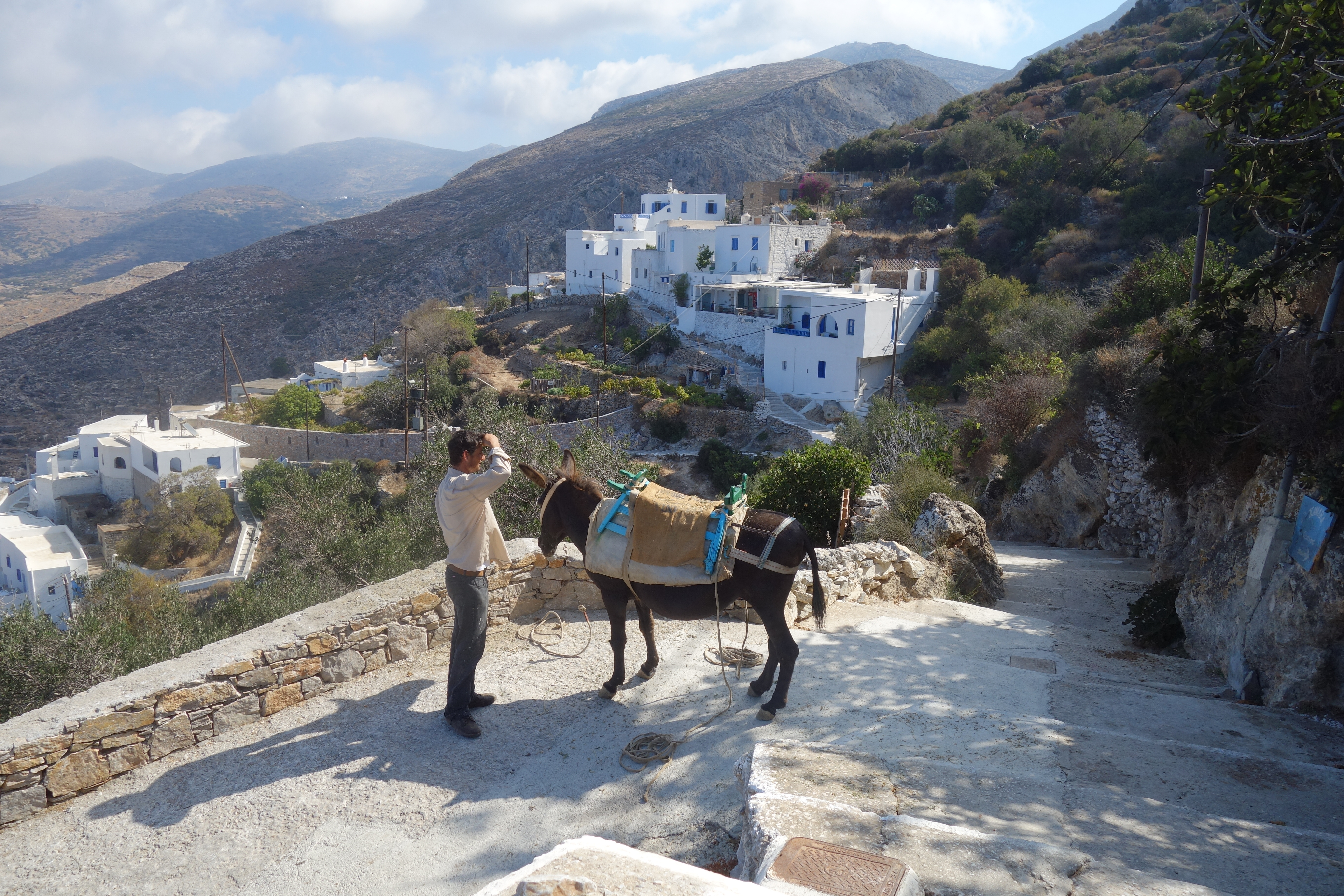
Amorgós
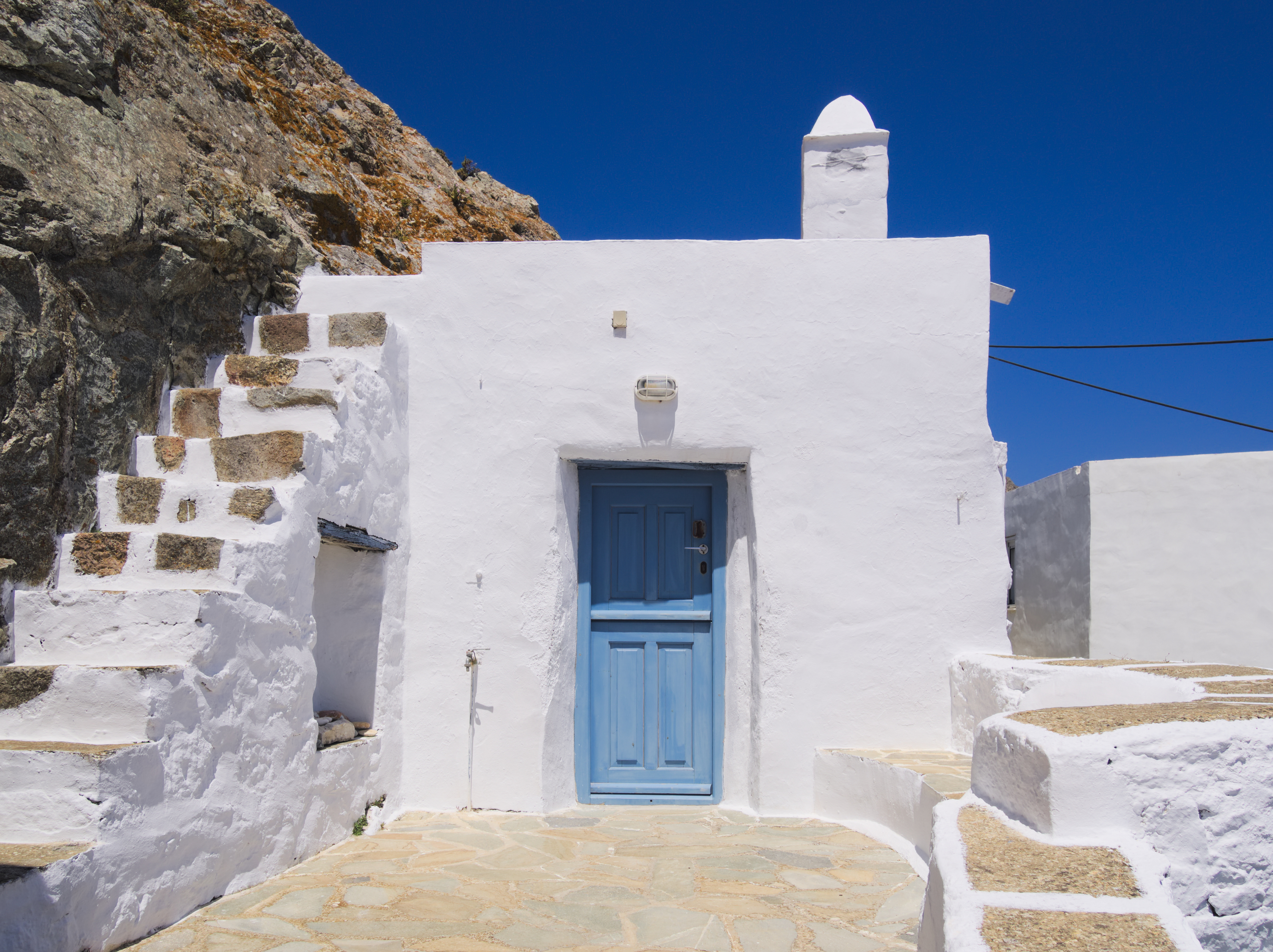
Sérifos
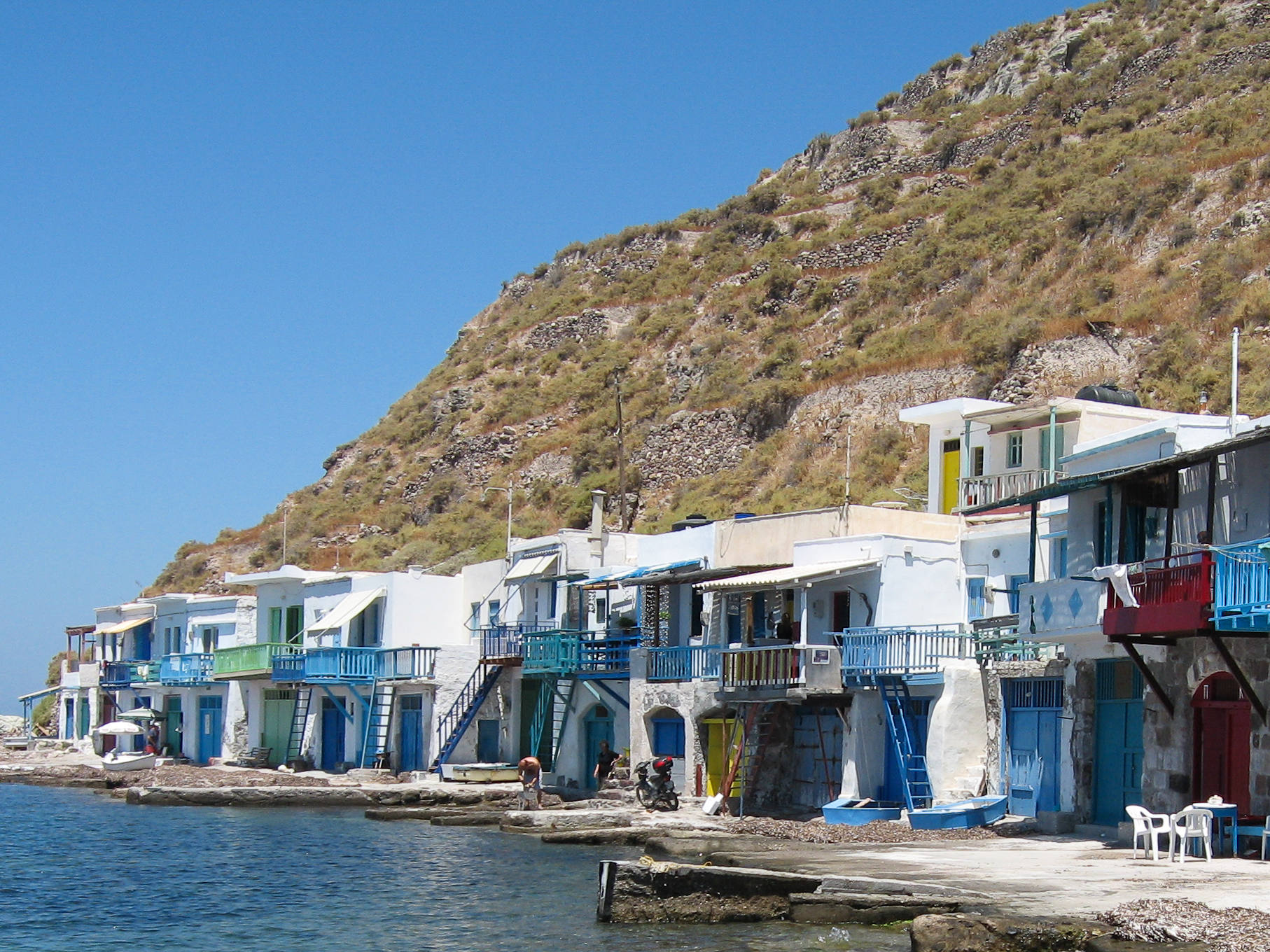
Milos
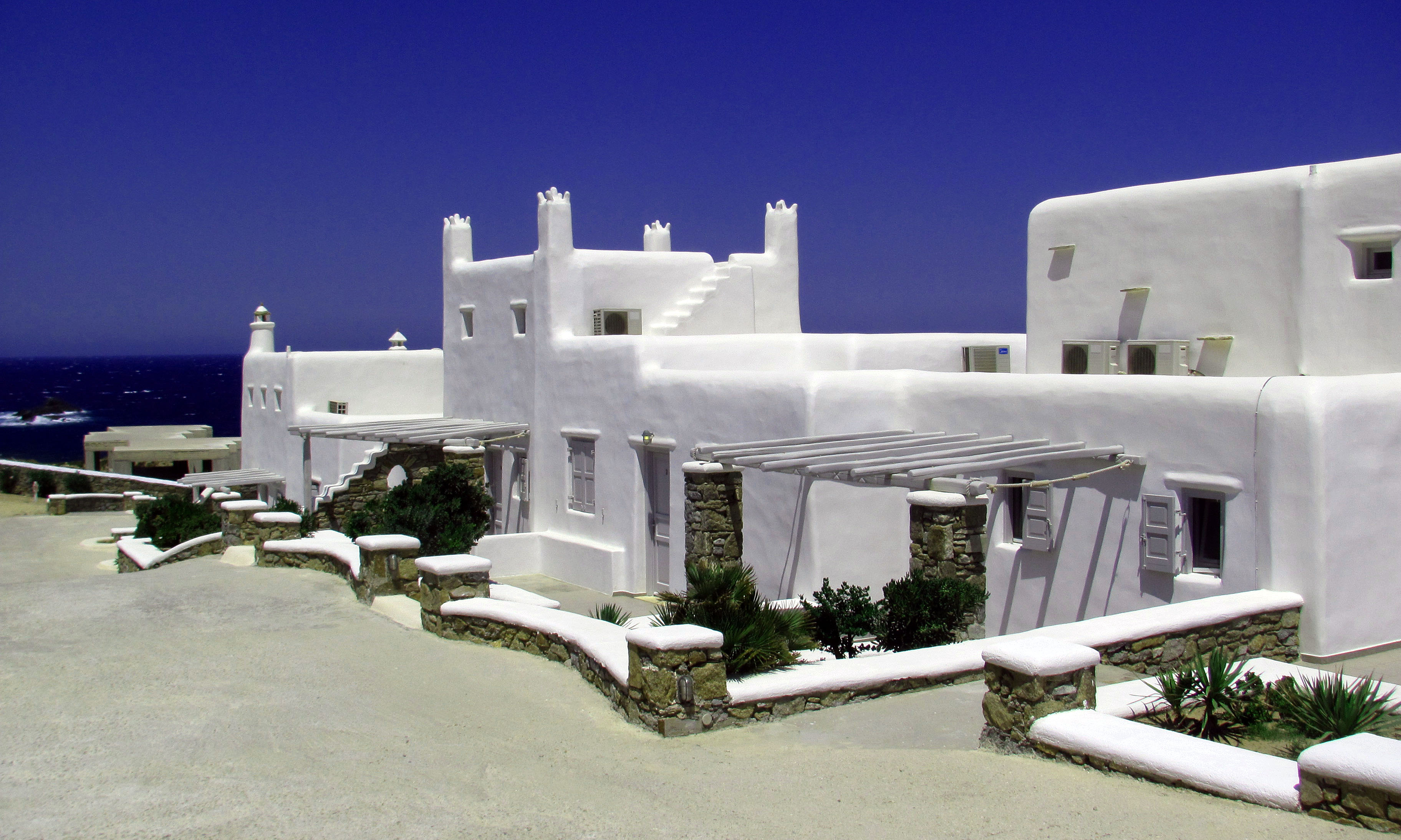
Mykonos
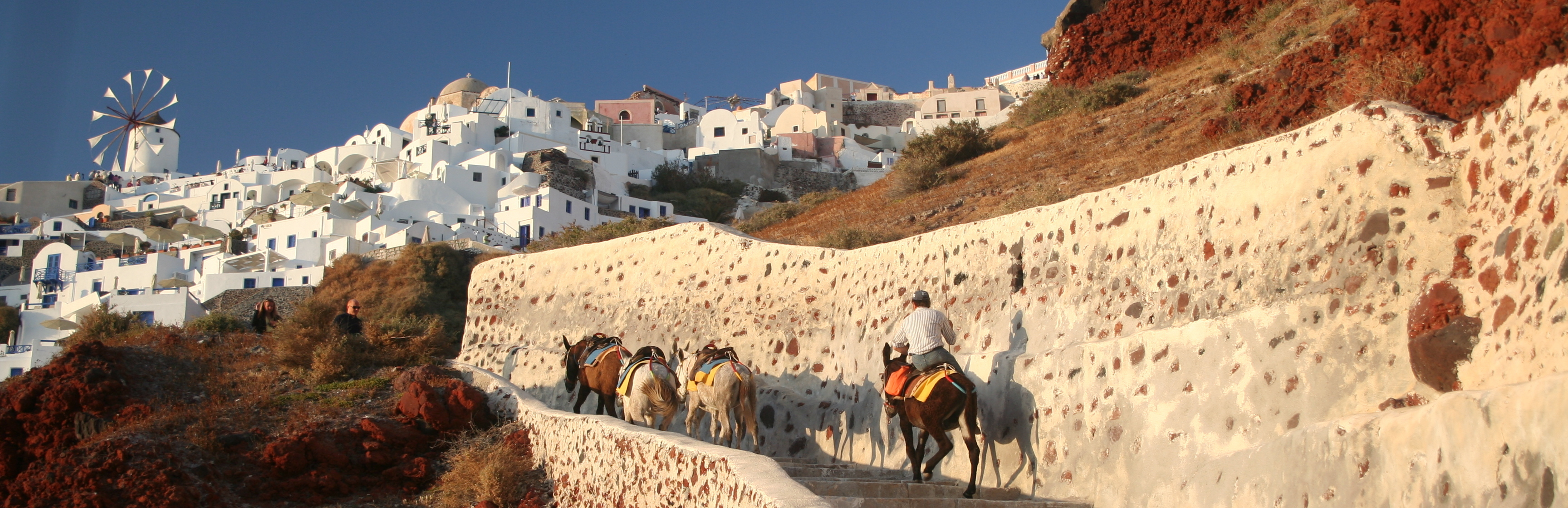
Oia (Santorin)
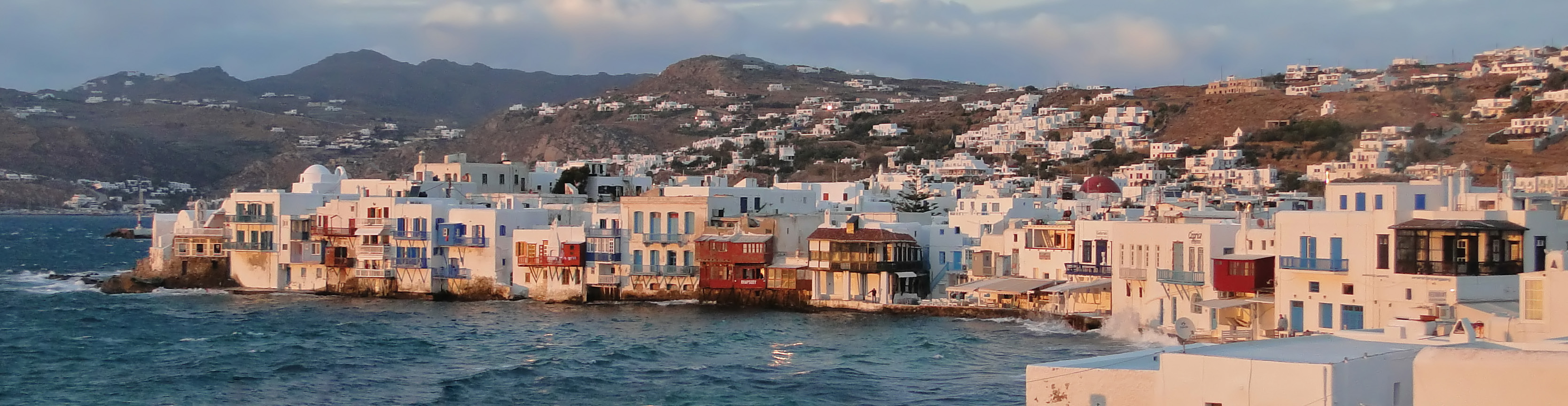
Petite Venise de Mykonos

## Histoire
Il s'est développé dès l’âge du bronze ancien une culture spécifique dite culture des Cyclades. La plus grande partie de l'archipel appartenait au bronze moyen à la sphère d'influence de la civilisation minoenne : elle emprunta divers motifs architectoniques à la Crète, comme on peut le voir dans les vestiges de la ville antique d'Akrotiri, très bien préservée par son ensevelissement lors d'une éruption. Les autres vestiges urbains des Cyclades sont plus tardifs (490 av. J.-Chr) : on les rattache à l’architecture dorienne, qui amena un renouvellement de l'habitat.

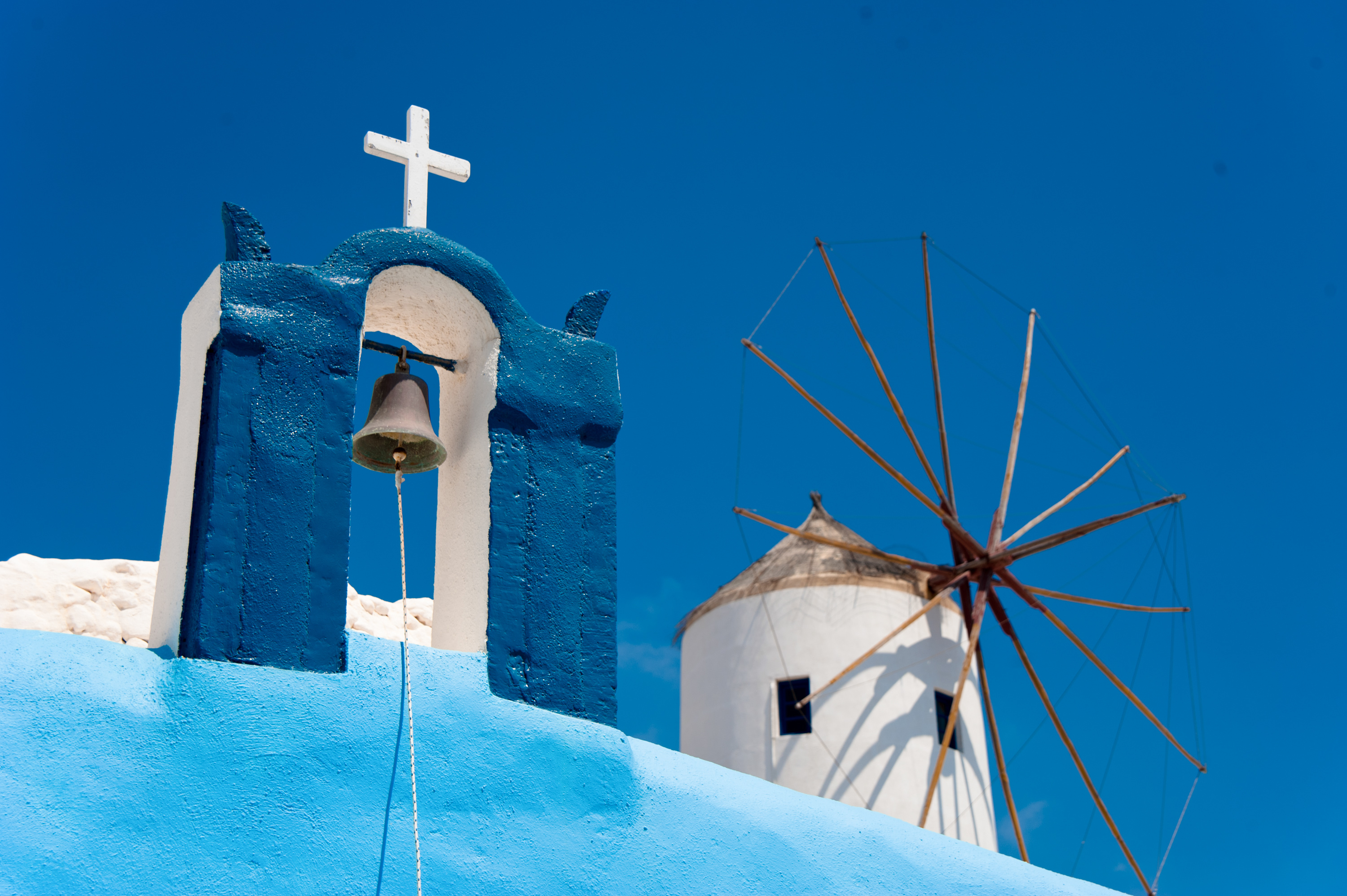
Oia (Santorin)

On peut prendre comme point de départ de l'architecture cycladique actuelle les incursions de pirates et de pillards qui désolèrent cette partie de la Méditerranée à la fin de l'Empire romain. Elles poussèrent les populations à se regrouper en communautés resserrées, le plus souvent en un seul point de leur île. Ces colonies retirées au centre de l'île sont localement appelées chôra.

## Traits distinctifs
Les traits caractéristiques de l'architecture cycladique sont la forme cubique des édifices, due aux toits en terrasse des maisons, et l'étroitesse des rues, qui les maintient à l'ombre. Les moulins, les chapelles, les greniers à raisin et les églises viennent rompre la monotonie du paysage de chaque île.

### L'habitat des Cyclades
Les maisons présentent une ordonnance géométrique sévère, dépourvue d'ornements. En plan, elles occupent un espace rectangulaire de 3 m x 4 m, et la hauteur sous plafond est à de 2,50 m à 3 m par étage. Leur orientation est principalement sud-est, les murs ont une épaisseur comprise entre 60 et 80 cm pour conserver la fraîcheur, et pour les mêmes raisons, les fenêtres sont minuscules. Malgré la petite taille des façades, on ménage des fenêtres sur les deux côtés, afin de profiter du meltemi pour aérer les pièces et les rafraîchir. Le blanc des façades favorise la réflexion des rayons du soleil. Le crépissage à la chaux est renouvelé annuellement, généralement avant Pâques, car chaque hiver les pluies délavent l'enduit. Les sols étaient d'abord en pisé, les tomettes de pierres n'ont été utilisées que plus récemment.

### Les particularités de Santorin

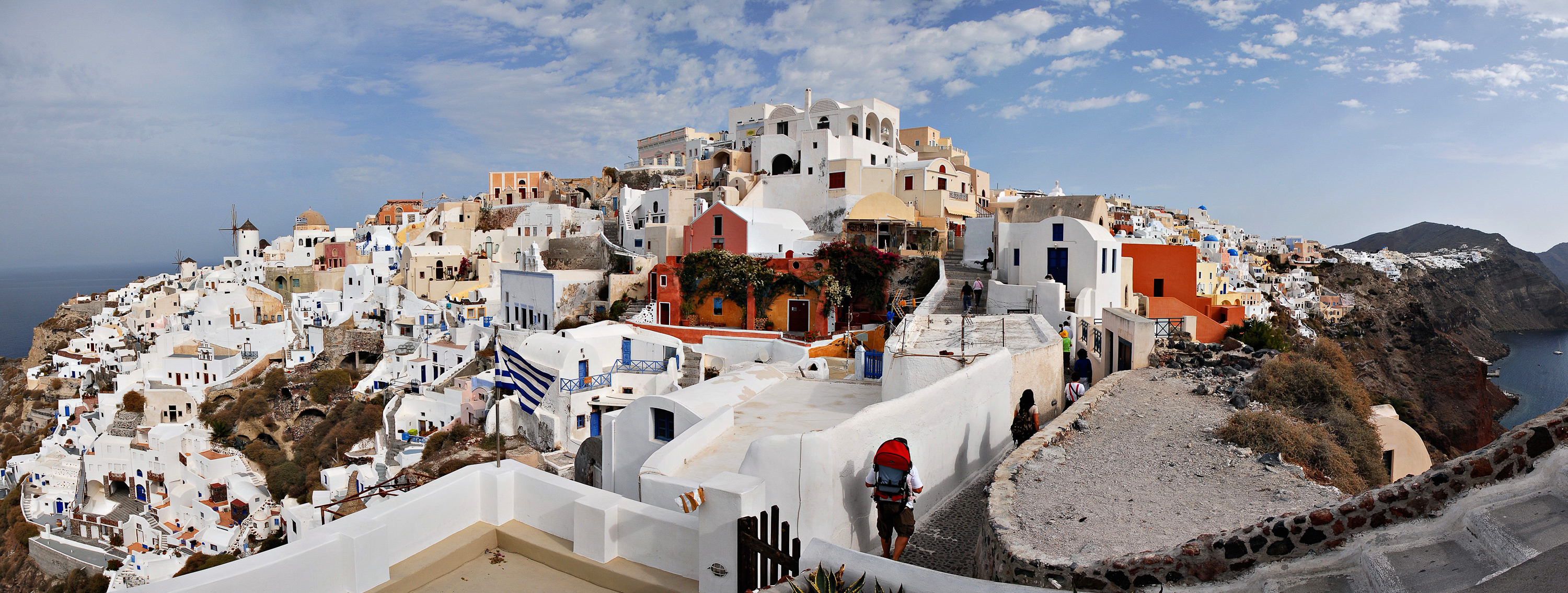
Vue panoramique sur l'habitat troglodytique de Santorin.

Les conditions particulières prévalant sur l'Île de Santorin, la plus méridionale des îles Cyclades, y ont déterminé une architecture sui generis (de son propre genre). Presque entièrement constituée de tufs volcaniques, l'île a d'abord favorisé le troglodytisme, qui demeure actif. On peut voir aujourd'hui une multitude d'habitats, depuis les grottes naturelles jusqu'aux maisons de plain-pied.
L'habitat le plus simple est donc la grotte naturelle ; l'action de l'Homme peut de là se traduire par le travail des parois, le revêtement des colonnes de craie par des moëllons ou la fermeture de l'entrée par une façade en maçonnerie. Les grottes de ces deux types ne sont plus utilisées aujourd'hui que comme entrepôts. L'étape suivante est l'aménagement intérieur des grottes, sans autre altération apparente de leur forme ou de leur structure : de simples voûtes en berceau sont rapportées ici et là pour consolider les roches de couverture. Une couche de chaux en paroi réduit leur humidité mais symbolise avant tout l'appropriation du lieu par l'Homme. Ces grottes à peine aménagées ont été conservées comme sanctuaires : l’église troglodytique de Messeria en constitue un exemple. L'aménagement peut être plus poussé grâce à la décoration de salles secondaires, la réalisation de voûtes complexes et surtout par le fait d’accoler des extensions bâties autour de la grotte. Sur l'île de Santorin, on trouve les habitats de ce type surtout à Emporio et Karterados.
Les grottes de Santorin offrent une grande variété de motifs architectoniques. Des roches tendres de l'île, l'homme a produit « des colonnes, des murs, il y a pratiqué des niches, des bancs de pierre, des escaliers, des puits de lumière ou d'aération, des citernes d'eau, des caves et des chambres souterraines, des couloirs, des étages, des goulots, des portes et des fenêtres, des arcatures, des plans inclinés ainsi qu'une foule de sculptures amorphes, sans équivalent géométrique simple (...) Tous ces entaillages constituent une architecture en  négatif. »
Pendant la période occupation vénitienne, l'île, alors composante du duché de Naxos, s'est couverte de fortifications. S'il n'en reste que des ruines, les manoirs taillés à angle droit de la capitale de Santorin, Fira, et d’Oia forment des quartiers entiers. Il y a ailleurs quelques maisons patriciennes isolées qui, réhabilitées, ont été aménagées en hôtels.
Les plafonds naturellement voûtés des grottes ont inspiré les plafonds des maisons elles-mêmes : c'est pourquoi à Santorin le plafond des maisons est traditionnellement voûté. Depuis le tremblement de terre de 1956, des directives ont été adoptées, interdisant la construction de bâtiments trop élevés : désormais, les maisons ne doivent pas dépasser 7,15 m de hauteur, ce qui, pratiquement, correspond à deux étages. Un troisième étage est autorisé exceptionnellement, à condition qu'il n'atteigne pas 8,50 m, et qu'il présente le plafond voûté traditionnel.

## Postérité

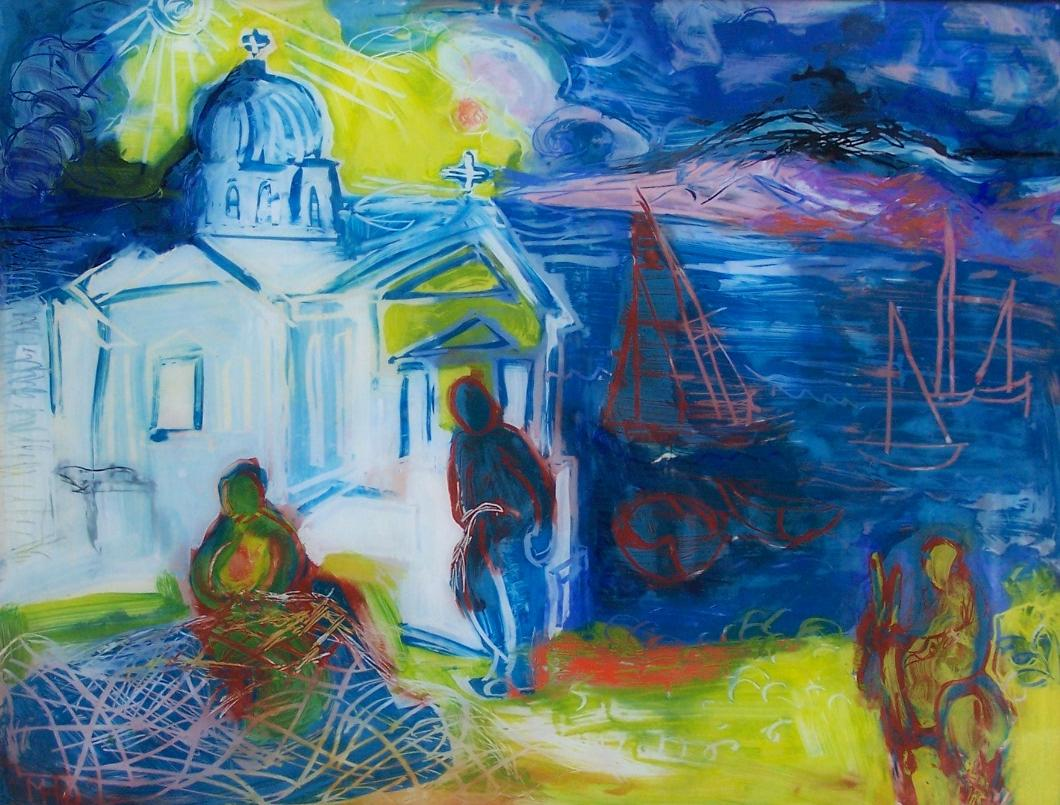
« Le visiteur à Mykonos », peinture sur verre inversé de Margret Hofheinz-Döring (1966).

### Tourisme
Contrairement à l'île de Corfou, à Rhodes et à Athènes, très tôt appréciées des touristes, les îles Cyclades ne sont devenues à la mode qu'à partir des années 1930. La principale source de revenu de la population insulaire des Cyclades provient traditionnellement des croisières. Leur situation tranquille a préservé la structure des villages, qui en raison de leur taille même ne peuvent s'adapter au tourisme. Pourtant l'archipel attire depuis le XIXe siècle les intellectuels de toute l'Europe, qui se sont intéressés au microcosme des îles et l'ont immortalisé dans leurs récits et leurs photographies. Andros est depuis longtemps une colonie d'artistes, athéniens et autochtones : c'est non seulement la lumière particulière de ces îles, mais aussi leur caractère bucolique et leur paysage découpé qui a attiré là ces peintres en quête d'une vie retirée et modeste.

### Source d'inspiration pour le courant moderne
L’architecte autrichien Adolf Loos, qui en juillet 1902 avait effectué son voyage de noces dans les Cyclades, entraîna ensuite son école d'architecte régulièrement pour des voyages d'études à travers l'archipel. L’architecture cycladique a certainement inspiré son courant de l'architecture dépouillée et par là, le Fonctionnalisme. 
Le Corbusier lui-même s'est intéressé à cette architecture. L'architecte n'a cessé de décliner cette idée dans ses réalisations : entre 1966 et 1977, son disciple Iannis Xenakis s'est construit une résidence secondaire à Amorgós qui est l'un des rares exemples où l’architecture cycladique prend une expression organique.
Actuellement, c'est moins le minimalisme des volumes que la performance énergétique de l’architecture cycladique qui est vantée : Steven Chu y voit un exemple dans le contexte du réchauffement climatique.